# Nemesrempehollós
Nemesrempehollós (dt.: Oberrampach-Mitterrampach) ist eine ungarische Gemeinde im Kreis Körmend im Komitat Vas. Sie liegt nordöstlich von Körmend.

## Sehenswürdigkeiten
- Denkmal der Märtyrer von Arad (Aradi vértanúk emlékmű)
- Hölzerner Glockenturm, erbaut 1732
- Römisch-katholische Kirche Szent Rozália
- Szent-István Gedächtnispark (Szent-István emlékpark)

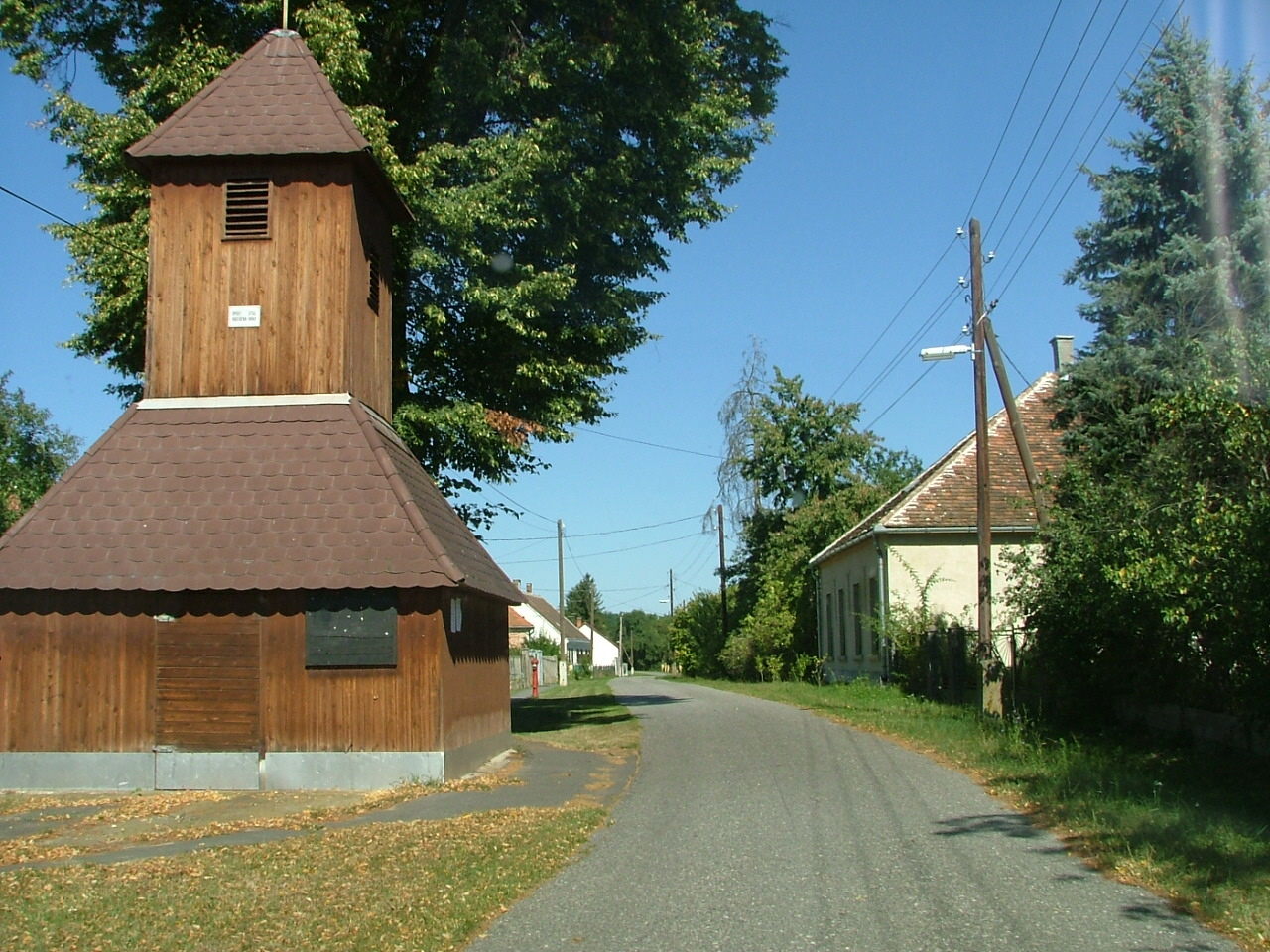
Hölzerner Glockenturm in Nemesrempehollós

## Verkehr
In Nemesrempehollós treffen die Landstraßen Nr. 8705 und Nr. 8706 aufeinander. Der nächstgelegene Bahnhof befindet sich ungefähr sieben Kilometer westlich in Egyházasrádóc.